# 29 germinal
29 ventôse 29 floréal
Le nonidi 29 germinal, officiellement dénommé jour de la myrtille, est le 209e jour de l'année du calendrier républicain.
C'était généralement le 18e jour du mois d'avril dans le calendrier grégorien.